# Повстання в Каталонії (1909)
Повстання в Каталонії або «Трагічний тиждень» (ісп. Semana Trágica) — низка антимілітаристських виступів, що супроводжувались барикадними боями в кількох містах Каталонії 1909 року. Однією з головних політичних сил, які брали активну участь у тих подіях, стали анархісти. Окрім них у заворушеннях брали участь соціалісти: антимілітаристи й антиколоніалісти. Заворушення було придушено військами. Наслідком повстання стала зміна уряду.

## Перебіг подій
Приводом до повстання став декрет про призов 20 000 жителів Каталонії до лав іспанської армії для боротьби з племенами Рифу на півночі Марокко, виданий урядом 18 липня 1909 року. У відповідь анархісти з синдикалістської «Робітничої солідарності» (РС) закликали до проведення загального страйку. 26 липня Каталонією прокотилась хвиля антимілітаристських протестів і страйків.
У ніч на 27 липня в Барселоні було споруджено барикади, відбулись перші сутички з поліцією. У вуличних заворушеннях взяли активну участь так звані «молоді варвари» (jóvenes bárbaros), пов'язані з Радикальною республіканською партією Алехандро Леру. У наступні дні антимілітаристський рух поширився всією територією Іспанії. Події супроводжувались типовими для Іспанії тих часів антиклерикальними виступами (Католицька церква сприймалась як частина репресивного державного апарату): було спалено понад 50 церков і монастирів. Для придушення заворушень у Барселону були введені іспанські війська.
В Барселоні почались запеклі вуличні бої каталонських анархістів з іспанською поліцією й армійськими частинами, що згодом отримали назву «Трагічного тижня». Внутрішні війська поліції зуміли встановити порядок у місті лише до 2 серпня. Незважаючи на це, загальний страйк у Каталонії тривав до 26 вересня.

## Наслідки
Анархісти зазнали поразки, однак при цьому одним з наслідків подій 1909 року стало створення Національної конфедерації праці, що надалі стала найвідомішою анархо-синдикалістською профспілковою організацією.
У результаті запеклих п'ятиденних вуличних боїв у Барселоні регулярні війська втратили 9 осіб убитими та 124 пораненими. Повстанці ж втратили понад 100 осіб убитими й понад 200 пораненими. Були проведені масові арешти і страти: близько 1 700 осіб було заарештовано, 5 осіб засуджено до смерті і страчено, 59 засуджено до довічного ув'язнення.
Серед страчених був відомий педагог-анархіст і лідер антиклерикального руху Франсеск Ферер. Незважаючи на те, що під час «Трагічного тижня» він перебував в Англії, його звинуватили в підбуренні повстання, та, за вироком військового трибуналу, він був розстріляний, що спричинило хвилю протестів за кордоном. Повстання в Каталонії призвело до відставки консервативного кабінету Маури.